# 第九五八海軍航空隊
第九五八海軍航空隊（だい958かいぐんこうくうたい）は、日本海軍の部隊の一つ。太平洋戦争中盤にソロモン諸島防衛・哨戒に従事した。

## 沿革
米豪分断の最前線基地としてソロモン諸島の占領をもくろんだ海軍は、米軍からガダルカナル島を奪還すべく、多数の航空隊を派遣した。ラバウルより前方に飛行場を持たない海軍は、ブーゲンビル島沖のショートランドを停泊地とし、多数の水上機母艦を進出させた上で近距離哨戒・掃討作戦に就かせた。当初は艦載機を一括運用し「R方面部隊」と称したが、母艦の多くは喪失運送船の穴埋めに転用されたため、現地で独立航空隊に改められて任務を続行した。九五八空はその第一陣で、開戦以来、グァム島やラバウルの占領作戦に従事してきた聖川丸の艦載機隊が下船して開かれた。

### 1942年（昭和17年）
12月1日　特設水上機母艦聖川丸、運送船に転籍。艦載機（零式水上観測機16機)　はショートランドに残留し、九五八空を新編。第八艦隊附属に転籍。任務上は「R方面部隊」に残留。

### 1943年（昭和18年）
1月15日　ショートランドをエアラコブラ強襲、交戦し1機撃墜・2機喪失。
1月23日　「ケ号作戦（ガダルカナル島撤退）」発動。2月7日の第三次撤退まで防空哨戒・魚雷艇掃討に従事。
1月24日　アメリカ水上部隊、コロンバンガラ島を艦砲射撃。追撃するが会敵せず。
2月1日　サボ島沿岸で魚雷艇掃討に従事。
2月16日　アメリカ潜水艦アンバージャック撃沈に協力。
2月19日　アメリカ潜水艦を爆撃。グランパス（3月5日戦没説が有力）と推定される。
4月頃　　ラバウルに撤退、補充・訓練・ラバウル周辺の哨戒に従事。
6月30日　レンドバ島にアメリカ軍上陸。ショートランドに進出し、第六空襲部隊（第九三八海軍航空隊など）に編入。
7月1日　レンドバ島を偵察。以後、9月まで偵察・銃爆撃に従事。
9月頃　　ラバウルに撤退。ラバウル・カビエンを拠点に近海哨戒・船団護衛に従事。
10月28日　「ろ号作戦」発動。哨戒・索敵に従事。
11月12日　第四次ブーゲンビル島沖航空戦に索敵隊として参加（これをもってろ号作戦終了）。
12月1日　カビエン空襲、カビエン派遣隊が全力迎撃。
　　　　　　　　　第六次ブーゲンビル島沖航空戦に索敵隊として参加。

### 1944年（昭和19年）
1月18日　チョイスル島守備隊の撤退に協力。21日まで防空哨戒・魚雷艇掃討に従事。
2月20日　第二五三海軍航空隊の撤退をもって「ラバウル航空隊」消滅。以後月2回程度のペースでブーゲンビル島周辺の哨戒に従事。
5月1日　第十一航空艦隊附属となる。
8月4日　連絡のためトラック環礁へ1機出発。無事往復（九五八空と九三八空のどちらの水偵かは不明）
12月10日　九三八空解散。ラバウル唯一の水偵隊となる。

### 1945年（昭和20年）
4月26日　ラバウル～トラック間を1往復。最後の連絡飛行となる。
7月?日　最後の出撃。

### 1946年（昭和21年）
5月にラバウルを出港し復員が完了。
基地航空隊の撤退後は完全に孤立していたが、最後の半年間はなんとか月1回の出撃を達成していた。名目上は19年6月の「渾作戦」・「あ号作戦」の偵察部隊に組み込まれてはいたが、実行は到底不可能であった。末期のラバウル航空隊では「再生零戦」の活躍が知られているが、九五八空は最後まで標準装備の零観・水偵を維持していた。

## 主力機種
- 零式水上観測機
- 零式三座水上偵察機など各種水上偵察機。

## 歴代司令
| 代 | 氏名       | 在任期間             | 出身校・期 | 備考     |
| -- | ---------- | -------------------- | ---------- | -------- |
| 1  | 浜田武夫   | 1942.12.1 - 1943.1.3 |            |          |
| 2  | 飯田麒十郎 | 1943.1.4 - 終戦まで  |            | 戦後解隊 |